# 鵝蛋形

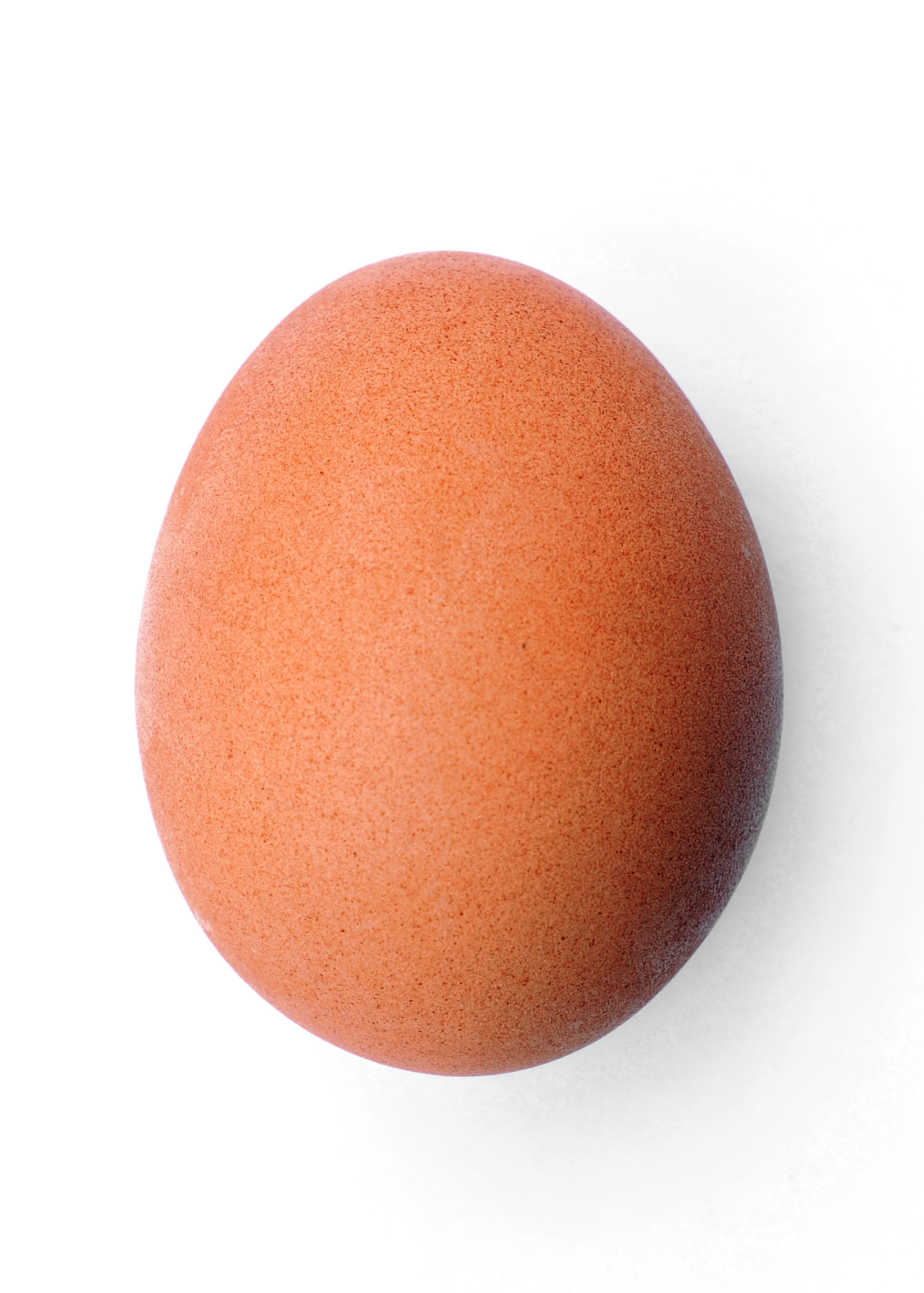
鵝蛋形

鵝蛋形，又簡單稱作蛋形，是一種近似橢圓形的形像，其外貌就像是拉長了的圓形，但又沒有雞蛋那種一邊較尖但另一邊較圓的外貌。
「鵝蛋形」這個描述其實在三維立體方面的描述比較多，用以描述一些蛋殼形構造的縱切面形狀。由於其曲率跟一般橢圓形或長圓形的曲率有所不同，才會有這樣的區分。
卵形线，又称蛋形线，是鸟类和爬行动物的卵的纵截面形状．
卵形线描述性定义  卵形线是类似于椭圆，但是一头大，一头小，有一条对称轴且光滑封闭的平面曲线．卵形线的对称轴与大、小头的两个交点称为卵形线的大端点和小端点，记为Q,P．卵形线上到其对称轴距离最大的两点称为卵形线的对称端点，记为S,T．线段QP,ST,分别称为卵形线的直径和对称直径．卵形线的直径与对称直径的交点称为卵形线的卵心，记为O，线段OP,OQ,OS（或OT）分别称为卵形线的长半径、短半径、对称半径，其长度分别记为a,b,c．长半径、短半径、对称半径称为卵形线的三个特征参数． 

已知卵形线的长、短、对称半径a,b,c这三个特征参数，在平面直角坐标系中，以卵形线的对称轴作为x轴，x轴正向与卵形线小头方向一致，卵形线的卵心作为坐标系原点．以正数a,b,c(a>b)为长、短、对称半径的卵形线在直角坐标系中示意图如图所示．

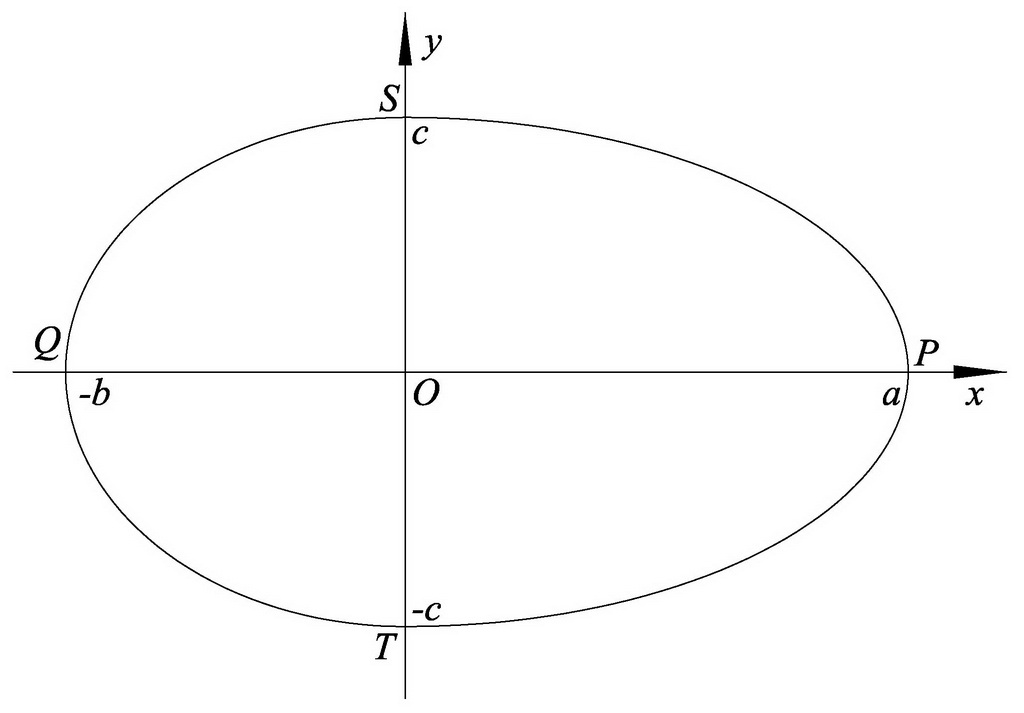
卵形线及其在直角坐标系中示意图

三次卵形线方程：{\displaystyle {\frac {x^{2}}{(a-b)x+ab}}+{\frac {y^{2}}{c^{2}}}=1}